# フェデックス・エクスプレス910便着陸失敗事故
2016年10月28日、 テネシー州メンフィス国際空港からフロリダ州フォートローダーデール・ハリウッド国際空港までボーイングMD-10-10F で運航していたフェデックス・エクスプレス910便（FX910）が 、着陸時における着陸装置の崩壊後に滑走路で横滑りして火災が発生した事により、左エンジンおよび左主翼が火災により完全に破壊された。 搭乗していた2人のパイロットは無傷であった。

## 当該機
航空機はボーイングMD-10-10Fで、1972年にダグラスDC-10旅客機として製造され、後に貨物機に改修された。1997年8月にFedExに納入され、2003年にボーイングによりMD-10にアップグレードされた。 この機は3つのゼネラル・エレクトリック CF6エンジンを搭載していた。事故当時の機齢は44年であった。

## 事故
FX910便は、現地時間17時50分（UTC 21時50分）にフォートローダーデールの滑走路10Lに着陸した。管制塔は、左エンジンから出火していると通報した。航空機は滑走路から左に逸脱し、滑走路端から約2,000メートル（6,580フィート）で停止し、左のメインギアが崩壊した状態で左翼が炎上した。空港はすべての滑走路を閉鎖し、緊急隊により消火した。 2人のパイロットは負傷しなかったが、航空機は相当な損害を受けた。アメリカ国家運輸安全委員会（NTSB）は5人の調査員を現場に派遣し、調査を開始した。
10月31日、NTSBは、着陸後および着陸滑走中に左のメインギアが破損したことを報告した。左エンジンと左翼が滑走路上を引きずり、航空機は左に向きを変え、滑走路から一部逸脱して停止した。2人のパイロットは、非常脱出用ロープを使用して右のコックピットの窓から脱出した。負傷者は報告されていない。コックピットボイスレコーダーおよびフライトデータレコーダーは、分析のためにワシントンのNTSBの研究室に持ち込まれた。滑走路の検査後、NTSBは滑走路を運用に戻した。

## 調査結果
2018年8月23日、NTSBは事故の原因は「左のメインギアがギア内で開始された金属疲労亀裂により破断した結果である」と報告し、「疲労亀裂はオーバーホール中に検出できた可能性が高い」と付け加えた。製造者であるボーイングは8年または7,500フライト毎のオーバーホールを推奨していたところ、フェデックスの社内規定では9年または30,000フライト毎のオーバーホールを指定していた。直近のオーバーホールは2008年2月に行われており、オーバーホールから事故まで8年8カ月が経過していた。